# 栗崎館
栗崎館（くりさき やかた）は、埼玉県本庄市栗崎（武蔵国児玉郡大寄郷若泉庄の栗崎村）にあった武家館（日本の城）。地理的には武蔵国北西部の国境付近に位置し、北には利根川、南には大久保山（浅見山）がある（本庄台地南部にあたる）。平安時代末期に児玉党本宗家4代目である庄太夫家弘が築いたと考えられる。
栗崎地内の堀ノ内25（栗崎区画の中心部100m四方）に堀などの遺構がある（自然堤防）。外堀の範囲は東西約150m、南北約210m。12世紀末では庄太郎家長が上州へ勢力を拡大する際の拠点としていた可能性もある。

## 概略
武蔵七党の一角を占める児玉党は、諸々の武士団の中では最大勢力の集団を形成する事となるが、そのきっかけとして、児玉党の本宗家3代目である武将児玉武蔵権守家行が3人の子息にそれぞれ領地を与えた事による。家行の嫡子であり、本宗家4代目となった家弘には大寄郷の栗崎の地を与えた。結果として、児玉党の本宗家は、その本貫地である阿久原牧や現在の児玉町河内を北上し、北部国境付近に館を築く事となる。この時、家弘は庄氏（荘氏）を名乗り、以降、児玉党本宗家は庄氏を名乗る事となる。館が築かれた年代は、家弘の孫である本宗家6代目が若くして一ノ谷の戦い（12世紀末）で討ち死にしたと伝えられている事から推測して、12世紀中頃（1130年以降から1140年代）に築かれたものと考えられる。
家弘の嫡子で本宗家5代目となった庄太郎家長が一ノ谷の戦いにおいて武功を上げ、恩賞として備中国草壁荘の地頭職を与えられた事から庄氏本宗家は西日本で活動する事となり、児玉党の本拠地である栗崎館を去る事となる。庄氏本宗家の領地であり、児玉党の本拠地となっていた児玉郡北部国境沿いの土地を守る事となったのは家長の四男、四郎左衛門尉時家である。彼が祖父家弘の代からの領地である栗崎の地を守る事となった。時家は本庄氏を名乗り、実質的に庄氏分家が児玉党の本宗家を継ぐ形となった。これは庄氏本宗家一族（時家の兄である三郎右衛門家次）が地頭として備中国に赴任し、そのまま土着してしまった為である。その結果として時家が児玉庄氏を継ぎ、兄家次が備中庄氏の祖となった。時家が本庄氏を名乗ったのは文献上、13世紀初めの末に確認でき、大字北堀の字本田の地に館を構えた。栗崎の地には、若くして討ち死にした本宗家6代目である庄小太郎の為に宥荘寺が1202年に建立されたと伝えられている事から、庄氏本宗家が栗崎館を去ったのは13世紀初めと推測される（少なくとも栗崎館は70年くらいは機能していたものと見られる）。

## 備考
- 庄小太郎頼家の夫人によって建てられた庄氏の菩提寺である宥荘寺（後の宥勝寺）は、栗崎館や本田館の西に位置し、すなわち浄土信仰上から本宗家の館の西に建てられたものと見られる。
- 児玉党の本宗家が児玉氏から庄氏となると、児玉庄を営んだ。諸説あるが、この児玉庄は現在の児玉郡北部に比定されている。
- 『児玉記考』（明治33年発行）内の伝承によると、「本庄太郎家長、寿永年間に頼朝公に仕え、相模国の大山阿夫利神社を尊信し、その後、家長城（栗崎館の事か）を本庄に築くに及んでこの地に遷座す」とある。現在では、家長が本庄を称していたとは考えられてはおらず、また、相模国の○○神社を児玉党の氏族が信仰して当地に遷座すると言った伝承は他にもあり、伝承自体は後世によるものと考えられる。一方で、同書の別伝承として、「児玉郡北堀は、児玉庄太夫家弘（庄家弘）の時代では東本庄と称し、城堡があった」とある。そして、家弘の孫の1人である時家（本庄氏）の時代になると東本庄から北堀と称したと続く。この伝承（地名の変換伝承）についても、本庄と言う地名が家弘の時代からあったとするものであり、確かな伝承かは疑わしい。ただ、こうした伝承に基づけば、栗崎館は、家弘か、その嫡男である家長が築いた物であると考えられる。
- 前述の様に、現在では、児玉郡一帯をほぼ自分の所領とした本宗家3代目である家行が、その嫡男である家弘に栗崎の領地を与えたと考えられている。『児玉記考』内に、家長（家弘の嫡男）が寿永年間に城を築いたと記述しているが、寿永年間は家長の嫡男である頼家（家弘の孫にして、本宗家6代目）が戦死した年代でもあり、家弘が栗崎の地を与えられてから時間に開きがある。家弘が領地を与えられてから12世紀末＝自分の孫の代になるまで館を一つも建てなかったとすると、与えられた領地を守護していなかったと言う事になってしまい、それでは矛盾が生じてしまう。また、伝承では、家長が現在の本庄に城を築いたとあるだけで、どこに建てたかと言う具体的な記述はない。遵って、これだけの伝承では館を建てた人物は断定できないと言うのが現状である。付け加えるなら、『玉葉』の記述中に、安元元年（1175年）に児玉庄が上州の御厨に侵攻した内容からも、館が寿永年間に築かれたとする説には疑問がある。計画的に侵攻しなければ、他国の領地を制圧する事はできない。当然、その拠点となる館が児玉郡の北部になくては不自然となる。その為、安元元年以前から築かれていたのではないかと考えられる。さらに、栗崎館が鎌倉期に築かれたとするなら、平安末期に築かれた備中の猿掛城より後になってから築かれた事になり、矛盾が生じてしまう。
- 『児玉記考』では、家弘の時代と記しながらも、元弘年間（14世紀頃）の事としている。これが伝承の過程で生じた誤字・誤伝と考えるのであれば、元弘ではなく、元永年間（12世紀初め）の誤りではないかと考えられる。この考えに遵った場合、予想以上に早くから館があった事になってしまい、この説にも問題はある。ただ、児玉庄を営む過程で一時的に築かれたとも考えられる。
- 『児玉記考』内の伝承の一つとして、「家次は父の後を継いで本庄の城主となる」とあり、家次も一時的に栗崎館の館主になっていたと考えられる。
- 児玉党の本宗家が、現在の児玉から本庄に北上した理由については、台地の方が食物の生産性が高く、兵を集結させやすい土地柄だった為と考えられる。

## 栗崎館の生まれと考えられる武士・武将
- 庄太郎家長（児玉党本宗家5代目）
- 庄二郎弘高（四方田氏を名乗る）
- 庄三郎忠家（承久の乱で戦死）
- 庄四郎高家
- 庄五郎弘方（阿佐美氏を名乗る）

庄太郎の子息
- 庄小太郎頼家（一ノ谷の戦いで戦死）
- 庄二郎家綱（のちに名を定綱に改める）
- 庄三郎家次（のちに備中国に土着する）
- 庄四郎時家（本庄氏を名乗る）
- 庄五郎時長

## その他
- 寿永年間に家長によって建てられた大山阿夫利神社は、庄氏の菩提寺である宥荘寺より古い事になる。戦国時代では本庄宮内少輔も信仰したと『児玉記考』では記述されている。当社は現在の中央3丁目で、水も豊富な土地柄ではあるが、館跡からはかなり北方に位置し、家長が治めていた領地の範囲が分かる。その後、大正2年になり、第3次町役場を建てる際、天神社ほかと合祀され、阿夫利天神社と改名した。阿夫利天と言う社名は全国でも唯一である。
- 栗崎地内の宥勝寺の北には金鑚神社があり、これも社伝によれば、庄太郎家長が当地に奉斎した社であると伝えられている。この地の金鑚神社は雨乞いの神様として古くから信仰されてきた。金鑚神社は児玉党の守護神であり、大山阿夫利神社（寿永年間）以前から建てられていたものと考えられる。建てられた年代順としては、金鑚神社→大山阿夫利神社（のちに北部へ移設され、合祀して改名）→宥荘寺（のちに宥勝寺として再建）と考えられる。

## 児玉党に関連する武家館・城跡
児玉党は50を超える氏族を輩出してきた武士団である為、中世館跡は（北埼玉では）多い方に当たる。以下はその一部を記載。
- 栗崎館跡の東側には東本庄館跡。（本庄信明により築造）
- 栗崎館跡の北側には本田館跡。（四郎左衛門尉時家が築造か）北堀堀の内234。
- 本田館跡のさらに北側に本庄城跡。（本庄実忠により築造）台町城山571。
- 栗崎館跡の西北側に四方田氏館跡。（弘高により築造か）四方田堀の内78。
- 四方田氏館跡の北側で小島氏館跡の南側に富田氏館跡。（富田親家により築造）西富田473。
- 栗崎館跡の東北側に五十子陣跡。（山内上杉家が築造）
- 五十子陣跡のさらに東北側に牧西氏館跡。（弘高の子、四郎弘季により築造）牧西堀の内439。
- 牧西氏館跡より東側に滝瀬館跡。滝頼163。
- 大久保遺跡。栗崎東谷214。